# Едіт Крейг
Едіт Айлза Джеральдін Крейг (англ. Edith Ailsa Geraldine Craig; до шлюбу Едіт Годвін, знана як Еді Крейг; 9 грудня 1869 — 27 березня 1947) — театральна режисерка, продюсерка, художниця по костюмах і піонерка руху за жіноче виборче право в Англії. Була донькою актриси Еллен Террі та прогресивного англійського архітектора-дизайнера Едварда Вільяма Годвіна, а також сестрою театрального діяча Едварда Гордона Крейга.
Як лесбійку, активну захисницю виборчих прав жінок, театральну режисерку і продюсерку, її імʼя відновили вчені-феміністки, а також історики театру. Крейг жила у ménage à trois з письменницею Крістабель Маршалл і художницею Клер «Тоні» Етвуд з 1916 року до її смерті

## Ранні роки
1868 року мама Крейг, Еллен Террі, втекла з Едвардом Вільямом Годвіном від якого народила Едіт й Едварда. Оскільки Террі все ще перебувала у шлюбі з першим чоловіком Джорджем Фредеріком Воттсом, діти стали позашлюбними. Крейг народилася в Густардвуді у Гартфордширі. Дівчинку назвали Едіт Годвін. До 1874 року сім'я жила у Фоллоуз-Грін, Гарпенден у Гартфордширі, спроєктованому Годвіном. 1875 року пара розлучилася. 1877 року Террі вийшла заміж за свого другого чоловіка Чарльза Ворделла, актора зі сценічним псевдонімом Чарльз Келлі, з яким працювала. У шлюбі дітям змінили прізвище на Ворделл. 1881 року вони розлучилися і 1883 року Едіт і її брат Едвард змінили прізвище на Крейг, деякою мірою, щоб уникнути тавра позашлюбних дітей.
Крейг здобула освіту в школі місис Коул, спільному навчальному закладі в Ерлз-Корт у Лондоні, потім навчався у Дікстон Манор, Вінчкомб, Глостершир, під керівництвом Елізабет Маллесон, яка познайомила її з рухом за виборче право, а пізніше вступила до Королівської музичної академії. 1878 року Крейг вперше вийшла на сцені у виставі «Олівія» у театрі «Королівський двір». У 1887—1890 роках навчалася як піаністка під керівництвом Алексіса Голландера в Берліні, Німеччина.

## Театральна кар'єра
1890 року приєдналася до театральної трупи Генрі Ірвінґа в «Ліцеумі» як художниця по костюмах й акторка. У 1895 і 1907 роках гастролювала Америкою під сценічним псевдонімом Ейлса Крейг. Її костюми відзначилася історичною точністю, за що здобула визнання. Як і її молодший брат, Крейг з'явилася з Генрі Ірвінґом у низці п'єс, зокрема «Дзвони» (1895). 1895 року Джордж Бернард Шоу й Елеонора Дузе високо оцінили її гру у «Bygones» Пінеро та «Ліонській пошті» Чарльза Ріда відповідно. Шоу був другом сім'ї Крейг і написав кілька ролей спеціально для неї.
Грала у п'єсах Бернарда Шоу та Генріка Ібсена, гастролювала з місис Браун-Поттер і «Незалежним театром». У цей час взяла обов'язки менеджера мами. 1899 року Ірвінг найняв її для створення костюмів для своєї постановки «Робесп'єра», вона заснувала Edith Craig & Co у Ковент-Гарден, де працювала кравчинею до 1903 року. Після того, як Еллен Террі залишила театр «Ліцеум» і почала керувати театром, донька супроводжувала її на гастролях англійськими провінціями й Америкою як режисерка, і відтоді постановка п'єс стала її головним заняттям.
В Лондоні заснувала театральне товариство Pioneer Players (1911—1925). Товариство стало знано тим, що група ставила раніше заборонені п'єси, п'єси про соціальний гуманізм, жіноче виборче право і фемінізм, а з 1915 року — іноземні п'єси англійською мовою. Перекладені п'єси дозволили групі вийти за межі Ліги франчайзингу акторок і бути прийнятими в популярному англійському театрі. Еллен Террі була президентом товариства. Крейг працювала керівним директором/постановником, а її партнер, Кріс Сент-Джон, — секретарем. До консультативного комітету увійшли Бернард Шоу та президент Габріель Ентговен. Деякі критики описували Pioneer Players як жіночу театральну компанію, яка розширювала можливості жінок у театрі. Для організації Крейг пропрацювала приблизно 150 п'єс.
Після закриття Pioneer Players ставила п'єси для руху Little Theatre у Йорку, Лідсі, Лечуорті та Гемпстеді. 1919 року була важливою фігурою в Британській драматичній лізі, яку сформували для сприяння аматорському театру в усій Великій Британії та підтримки тривалого миру після Першої світової війни. Пізніше ставила п'єси у театрах «Everyman», «Гамстед» і «Leeds Art». 1929 року, через рік після смерті мами, Крейг переобладнала сарай, що примикав до будинк на Смолгайт Плейс, на театр, який назвала «The Barn Theatre». Тут вона щороку ставила Шекспіра на честь річниці смерті своєї матері. Крейг також знялася у низці німих фільмів, зокрема «Вогні долі» (1923).

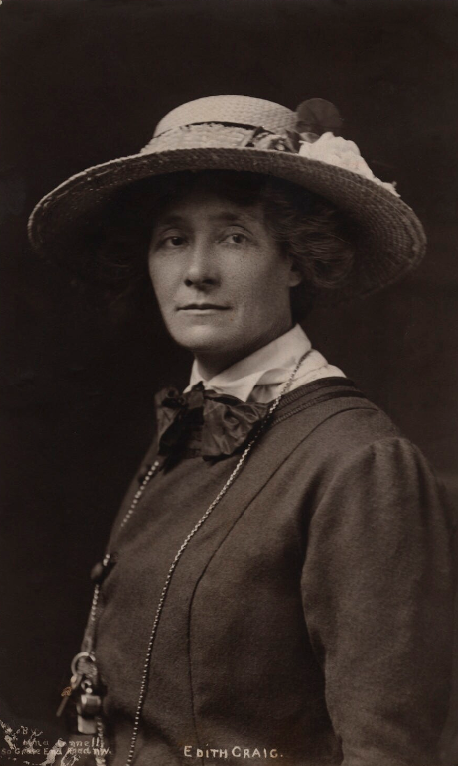
Едіт Крейг, 1910-ті роки

Брала участь у багатьох організаціях, пов'язаних з жіночим виборчим правом і на вулиці продавала газети від імені руху. Зустрівши жінку, яка продавала газети від «Свободи жінок», Крейг стала її членом. Вона не до кінця розуміла значення суфражизму, але швидко сформувала про нього тверду думку. Вона заявила, що «виросла з твердою впевненістю, що жодна жінка, яка поважає себе, не може бути не суфражисткою». Використовувала театральний досвід від імені Ліги франчайзингу акторок, а також брала участь у різноманітних постановках руху. Поставила п'єсу «A Pageant of Great Women», яку придумала разом із письменницею та акторкою Сесілі Гамільтон, і яку демонстрували у всій Великій Британії перед великою авдиторією. У п'єсі дотримувалась концепція мораліте, в якій головний герой, Жінка, протистоїть антагоністові, Упередженню, який вважає, що чоловік і жінка не рівні. Справедливість головує в дебатах між Упередженням і Жінкою, коли групи великих жінок виступають на сцені як докази досягнень жінок у мистецтві, управлінні, освіті, духовних справах і боротьбі. Крейг ставила кожну постановку цієї п'єси, за участю трьох професійних акторів у ролях Жінки, Справедливості й Упередження та історично точних костюмів. Крейг часто грала Розу Бонер, лесбійської художниці.

## Особисте життя і смерть
1903 року композитор Мартін Шоу зробив Крейг пропозицію, і вона погодилася. Однак шлюбу завадили Еллен Террі через ревнощі до прихильності доньки та письменниця Крістабель Маршалл з якою Крейг жила з 1899 року, поки 1916 року до них не приєдналася художниця Клер Етвуд, і вони разом жили у ménage à trois до смерті Крейг. Сім'я ставилася зневажливо до її лесбійського трибу. Її брат Едвард сказав, що госексуальна орієнтація сестри була результатом її «ненависті до чоловіків, спричиненої ненавистю до її батька». Крейг брала участь у написанні кількох книжок про свою маму і Бернарда Шоу, що спричинило розрив у стосунках з її братом, який попросив не писати про маму і, зокрема, не розповідати подробиці найпотаємніших проблем сім'ї. Книга Едварда Гордона Крейга «Еллен Террі та її таємне я» (1931) відкрито заперечувала зміст «Елен Террі та Бернарда Шоу: листування» (1931) за редакцією Крістофера Сент-Джона. 1932 року Крейг разом із Сент-Джоном відредагували «Мемуари Еллен Террі», в яких вона відповіла на розповідь брата про маму. 1932 року Крейг удочерила Рубі Челту Крейга. До своєї смерті Крейг встигла помирилася з братом.
Після смерті мами присвятила своє життя збереженню її спадщин. Вона відкрила для публіки сімейний дім Smallhythe Place у графстві Кент, Англія. З 1939 року її підтримував в управлінні будинком Національний траст, якому і передала його після своєї смерті як пам'ять про свою маму. Крейг померла від коронарного тромбозу та хронічного міокардиту 27 березня 1947 року в Прист Гаузі, Смолхайт Плейс у період планування Шекспірівського фестивалю на честь своєї мами. Тіло кремували. Маршалл й Етвуд поховані поруч один з одним у церкві Святого Іоанна Хрестителя, Малий Гайт. Прах Крейг також мали поховати там, але прах Маршалла й Етвуд загубився, і замість нього на цвинтарі було встановлено меморіал.
Страждала від гострого артриту, особливо рук. У молодості цей стан завадив їй стати професійною музиканткою. Здобула сертифікат з фортепіано у Триніті-коледжі. Після смерті матері, Крейг продиктувала спогади своїй подрузі Вірі Голм. Блокнот «загубився на горищі», а 1978 року його продали Енн Рахлін. Він містив спогади Крейг про її дитинство та життя з мамою, Едвардом Гордоном Крейгом і Генрі Ірвінгом. 2011 року Рахлін опублікувала їх у своїй книзі «Еді була леді».
Існує думка, що Вірджинія Вулф використала Едіт Крейг як модель для персонажа міс Латроб для свого роману «Між актами» (1941). П'єса «Grace Pervades» 2025 року Девіда Гейра з Рейфом Файнсом у ролі Генрі Ірвінга, досліджує життя Ірвінга, Террі, Крейг та її брата Едварда.

## Вибіркова фільмографія
- Her Greatest Performance (1916)
- God and the Man (1918)
- Victory and Peace (1918)
- The God in the Garden (1921)
- Fires of Fate (1923)
- The Desert Sheik (1924)
- Провулок гармонії (1935)
- Behind the Headlines (1937)